# غابرييلا كونسيبسيون
غابرييلا كونسيبسيون (بالإسبانية: Gabriela Concepción)‏ هي متسابقة ملكة الجمال وعارضة فنزويلية، ولدت في 20 نوفمبر 1989 في بويرتو كابيلو في فنزويلا.